# Zapsalis

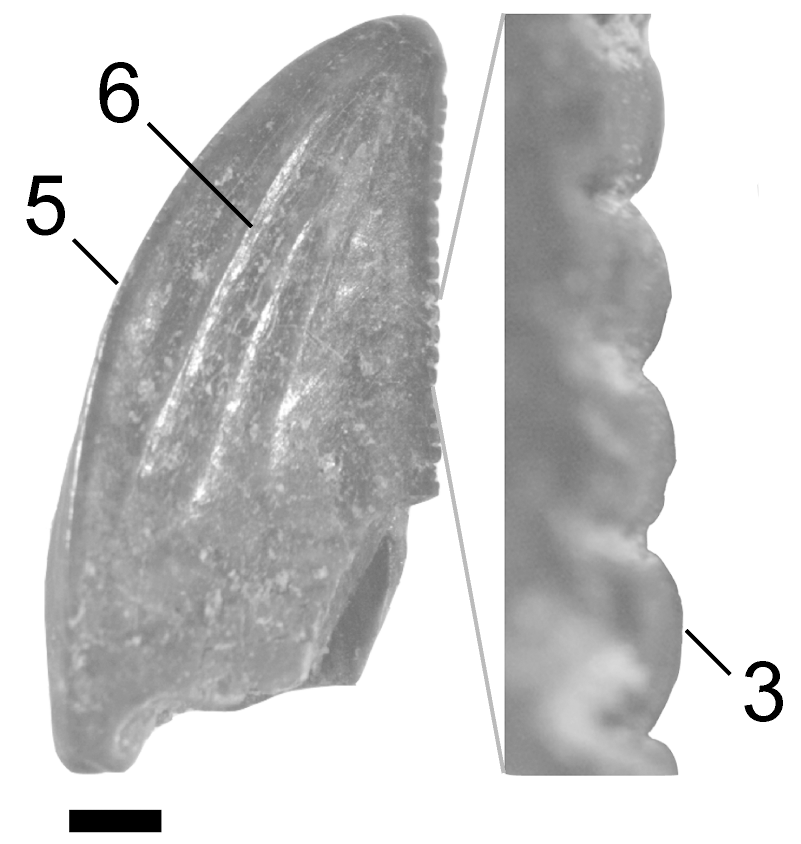
Een aan cf. Zapsalis toegewezen tand

Zapsalis abradens is een theropode dinosauriër, behorend tot de groep van de Deinonychosauria, die tijdens het late Krijt leefde in het gebied van het huidige Noord-Amerika.
In 1876/1877 benoemde de Amerikaanse paleontoloog Edward Drinker Cope voor een tand die hij in Montana gevonden had een nieuwe soort: Zapsalis abradens. De geslachtsnaam is afgeleid van het Klassiek Griekse za~, een prefix dat "grondig" betekent, en psalis, "knipschaar". De soortaanduiding verwijst naar het feit dat de tand wat afgesleten was en is afgeleid van het Latijn abradere, "afslijten". Bij vergissing maakte Cope er echter geen abrasa van, "afgesleten", maar abradens, "afslijtend".
Het holotype, AMNH 3953, is gevonden in een laag van de Judith River-formatie die dateert uit het late Campanien. Het bestaat uit een twaalf millimeter lange tand van een kleine roofsauriër. De basislengte is 6,5 millimeter en de grootste breedte 3,5 millimeter. Hij heeft verticale richels en is plat aan de binnenkant. De achterste snijrand heeft drie  kartelingen per millimeter.
Eerder in 1876 had Cope nog een soort benoemd op basis van zo'n tand: Paronychodon lacustris. Het verschil was dat deze tand géén kartelingen had. In 1964 voegde Ricardo Estes beide soorten samen in Paronychodon; van beide was ondertussen een groot aantal tanden verzameld, ook uit het Maastrichtien. In 1990 stelde Phillip Currie echter dat de gekartelde tanden buiten het toegewezen materiaal van Paronychodon gehouden moesten worden; het zouden slechts pathologische misvormingen zijn van al bekende soorten. In 2002 veranderde hij weer van opvatting en stelde dat ze een apart type tandvorm vertegenwoordigden: ?Dromaeosaurus morphotype A. Dit type was niet gelijk aan de bekende tanden van Dromaeosaurus albertensis en vertegenwoordigt dus wellicht een of meerdere aparte soorten. Daarbij heeft de naam Zapsalis prioriteit boven de in 1922 benoemde Dromaeosaurus. Dit impliceert dat Zapsalis een geldige naam is ongeacht de vraag of deze soorten bij Dromaeosaurus ondergebracht moeten worden. Desalniettemin wordt zij in geslachtslijsten meestal aangeduid als een jonger synoniem van Paronychodon of als een nomen dubium.
In 2013 stelde Currie dat Zapsalis toch een geldig taxon was. De tanden zouden zich onderscheiden door een combinatie van afgeronde vertandingen, een rechte achterrand en opvallende verticale richels. Ze zouden te vinden zijn in de Judith River en de Dinosaur Park Formation. Een gelijkend type tand zou voorkomen in de oudere Milk River Formation en werd door hem toegewezen aan een cf. Zapsalis. In 2019 stelde Currie dat de tanden althans gedeeltelijk gelijk waren aan de verlengde tweede premaxillaire tand van Saurornitholestes.
Het belang van de tanden ligt vooral hierin dat ze het voortbestaan van Dromaeosaurinae tot in het latere Opper-Krijt bewijzen.